# S/2001 S 7
S/2001 S 7 est un possible satellite naturel de Saturne découvert sur des observations effectuées par la sonde Cassini en 2001. Il fait partie de l'anneau F. Il n'est pas certain qu'il s'agisse d'un corps solide : il se pourrait que ce ne soit qu'une surdensité temporaire au sein de l'anneau F.